# Bunochelis
Bunochelis es un género de Opiliones de la familia Phalangiidae. Son endémicos de las islas Canarias y Salvajes.

## Especies
Se reconocen las siguientes:
- Bunochelis canariana (Strand, 1911)
- Bunochelis spinifera (Simon, 1878) (especie tipo)